# Syzeuctus indicus
Syzeuctus indicus là một loài tò vò trong họ Ichneumonidae.